# Walter Zawadil
Walter Zawadil-Veith (* 31. August 1909 in Olmütz, Österreich-Ungarn; † 28. Februar 1960 in Bayreuth) war ein deutscher Politiker (FDP, später DP).

## Leben
Zawadil stammte aus dem Sudetenland, er beantragte am 20. Januar 1939 die Aufnahme in die NSDAP und wurde rückwirkend zum 1. November desselben Jahres aufgenommen (Mitgliedsnummer 6.484.464). Er kam als Heimatvertriebener nach Bayern und wurde bei der Bundestagswahl 1949 in den 1. Deutschen Bundestag gewählt.
Ursprünglich für die FDP Bayern gewählt, wechselte er am 26. November 1952 zur Deutschen Partei. Bei der Bundestagswahl 1953 bewarb er sich erfolglos auf der bayerischen Landesliste der DP für ein erneutes Mandat. Er saß im Vorstand des Witikobundes und war einer der Aktivisten bei der Gründung der Sudetendeutschen Landsmannschaft. So gewann er Hans-Christoph Seebohm als stv. Sprecher der Landsmannschaft.
Zawadil gehörte mit Wenzel Jaksch, Hans Schütz und Walter Brand zu den Verfassern der „Adventserklärung von Eichstätt“ vom 27. November 1949, in der Vertreter der Sudetendeutschen einerseits die Wiederherstellung ihrer eigenen Rechte und Freiheiten sowie die Anerkennung des Heimatrechts aller Vertriebenen, verwahrten sich andererseits aber auch gegen Kollektivbeschuldigungen gegen das tschechische und polnische Volk.

## Veröffentlichungen
- Der sudetendeutsche Volkstanz, in: Sudetendeutsche Zeitschrift für Volkskunde, Jg. 1934, Seiten 13 ff.